# Museo di storia della Francia

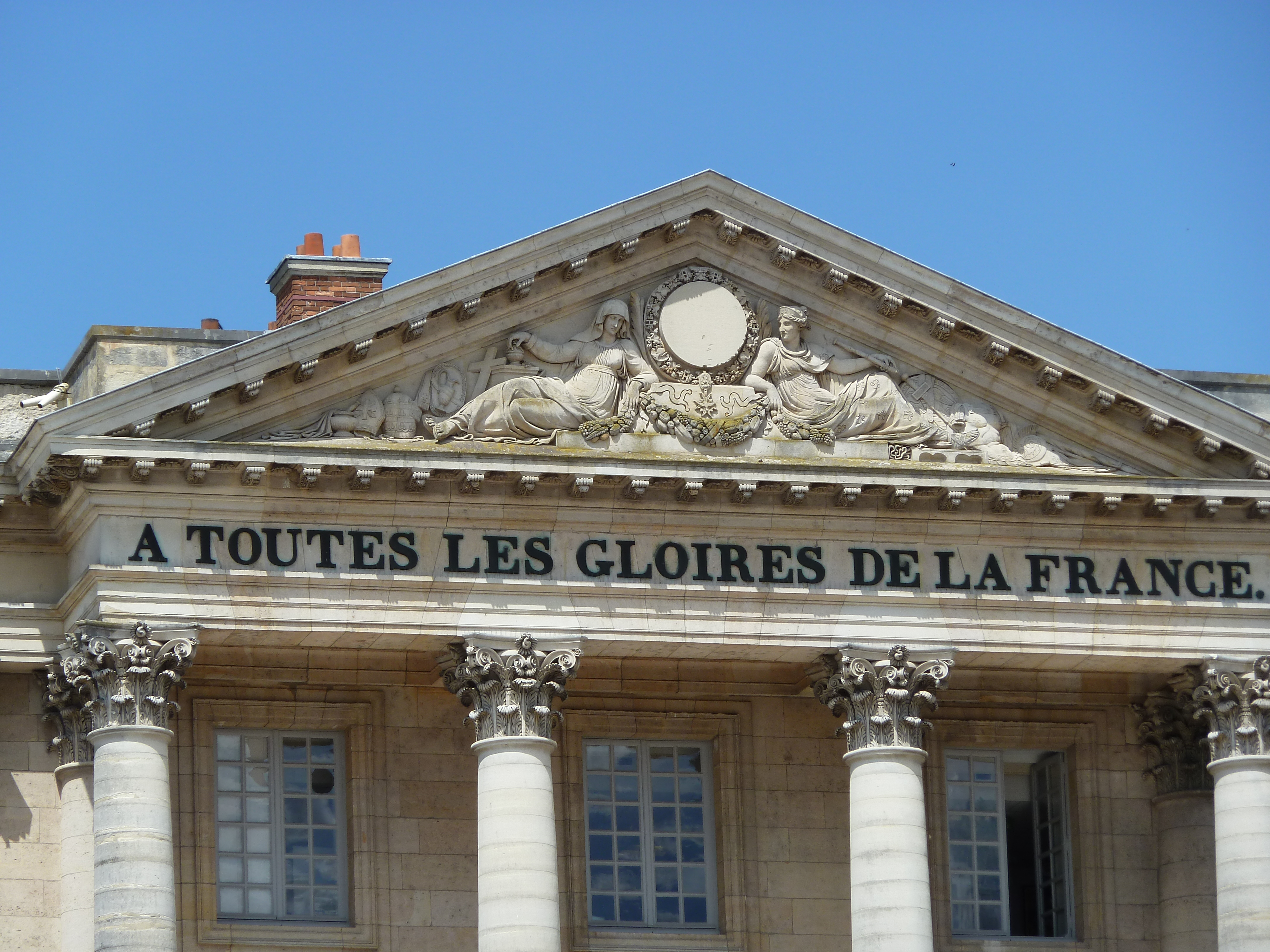
"A TOUTES LES GLOIRES DE LA FRANCE."

Il Museo della Storia di Francia (in francese Musée de l'Histoire de France) a Versailles, in Francia, è un museo francese. Fondato nel 1837 per volontà di Luigi Filippo, divenne inizialmente noto come "Museo alle glorie della Francia".
Le collezioni attualmente presenti nelle sale e nelle gallerie del museo sono state ampiamente arricchite nel XX secolo. Le gallerie storiche raccontano anche la storia del castello di Versailles ove il museo è ospitato.
Dal 2008 è il luogo che a Versailles accoglie un'esposizione permanente di arte contemporanea.

## Storia del museo
Il museo di storia della Francia venne organizzato da re Luigi Filippo nel 1837 grazie alla collaborazione del conte Camille de Montalivet e venne installata in un'area del palazzo che all'epoca era in stato di semi-abbandono, raggruppandovi tutto ciò che poteva in qualche modo rimandare alla storia della Francia ed essere un'esaltazione della nazione stessa. Per evidenziarne ancor più la funzione "nazionale", sul frontone centrale verso la piazza d'arme del palazzo venne apposta la scritta a caratteri cubitali: « À toutes les gloires de France ».
Il museo comprende la famosa galleria delle Battaglie, una lunga galleria di 120 metri con grandi raffigurazioni che rappresentano i principali eventi militari della storia di Francia.

## Collezioni
Le collezioni del museo comprendono circa 6000 dipinti e 1500 sculture dal XV al XX secolo, di cui però almeno la metà furono commissionate da Luigi Filippo, comprese diverse copie di oggetti d'arte famosi.
Dopo la caduta di Luigi Filippo nel 1848, le collezioni non cessarono ad ogni modo di arricchirsi, sia per lasciti privati e donazioni, sia per iniziativa dello stato stesso, sino a giungere al numero totale di 65.000 opere d'arte censite nel 2014, di cui 18861 sono state pubblicate dallo stesso museo sul sito del castello di Versailles dal dicembre del 2017 (8593 stampe, 3689 dipinti e miniature, 1577 oggetti d'arte, 1403 disegni e pastelli, 1178 mobili, ecc.). Al museo si aggiunge anche il Cabinet des dessins con un totale di 90 pastelli, 1400 disegni e 28.000 incisioni oltre al Cabinet des médailles che comprende 2600..
Tutte le collezioni sono state raggruppate nell' aile du Midi.